# ヘルマン・パウル
ヘルマン・オットー・テーオドール・パウル（Hermann Otto Theodor Paul、1846年8月7日 – 1921年12月29日）は、ドイツの言語学者、文献学者。ゲルマン語文献学者として活躍する一方、青年文法学派の代表的な学者でもあり、その著『言語史原理』は言語変化に関する理論書として大きな影響を与えた。

## 生涯
（主に福本訳『言語史原理』の解説による）
パウルは現在のマクデブルクで生まれた。1866年にベルリン大学に入学、言語学・心理学者でヴィルヘルム・フォン・フンボルトの後継者であるハイマン・シュタインタールに師事し、その強い影響を受けた。翌年ライプツィヒ大学に転じ、ゲオルク・クルツィウスに学んだ。ライプツィヒでは後に「青年文法学派」と呼ばれるようになる多くの研究者と親交を結んだ。
1870年にライプツィヒ大学を卒業し、同大学の講師となったパウルは、ヴィルヘルム・ブラウネとともに1874年に学術雑誌『ドイツ語ドイツ文学史論究』（Beiträge zur Geschichte der deutschen Sprache und Literatur）を創刊した。この雑誌はパウル・ブラウネ誌(Paul-Braune Beiträge, PBB)と通称され、現在も刊行されている。
1874年にはフライブルク大学のドイツ語学・文学の準教授に就任した（1877年に正教授）。フライブルク時代に『言語史原理』の初版、『中高ドイツ語文法』の初版を出版した。また『ゲルマン語文献学綱要』(Grundriss der germanischen Philologie)の編集を1888年から1893年まで行った。
1893年にはミュンヘン大学のドイツ語文献学教授に就任し、1913年に退官するまでこの職にあった。晩年には視力をほぼ失ったが、没する年まで著作活動をつづけた。

## 主な著作
『言語史原理』(1880) は言語学に関するパウルの主著で、比較言語学に理論的基礎を与えた。
- Prinzipien der Sprachgeschichte. Halle: Max Niemeyer. (1880)

パウルはこの著作で単に言語の歴史を追うのでなく、言語変化の背後にある一般的な原理を体系化した（書名もここに由来する）。1886年の第2版では大きく改訂され、初版が14章から構成されていたのに対し、第2版は23章に増えている。その後、1893年に第3版、1909年に第4版、1920年に第5版が出版されている。第4版ではヴィルヘルム・ヴントに対する批判が加えられた。
『言語史原理』は日本では上田万年によって紹介された。また福本喜之助による邦訳があり、1976年には講談社学術文庫に収録された。
- 福本喜之助 訳『言語史原理』講談社、1965年。

『中高ドイツ語文法』(1881)は中高ドイツ語の基本的な書籍で、著者の生前だけでも第11版まで出版された。パウルの没後も改訂が続けられ、2013年に第25版が出版されている。
- Mittelhochdeutsche Grammatik. Halle: Max Niemeyer. (1881)

『ドイツ語辞典』(1897)は、ドイツ語の語彙の歴史的な意味変遷を記述している。
- Deutsches Wörterbuch. Halle: Max Niemeyer. (1897)

『ドイツ語文法』(1916-1920、5冊)はドイツ語の歴史的文法書。
- Deutsche Grammatik. Halle: Max Niemeyer. (1916)

## 評価
自らもゲルマン語学者であったレナード・ブルームフィールドはパウルの『言語史原理』を高く評価しつつ、記述的研究を軽視したこと、心理主義的な解釈を行ったことの2つを19世紀言語学の限界としている。